# Loire-Authion
Loire-Authion is een gemeente in het Franse departement Maine-et-Loire in de regio Pays de la Loire. 
De gemeente is op 1 januari 2016 ontstaan door de fusie van de gemeenten Andard, Bauné, La Bohalle, Brain-sur-l'Authion, Corné, La Daguenière en Saint-Mathurin-sur-Loire. Deze gemeenten hadden samen met La Ménitré de Communauté de communes de la Vallée-Loire-Authion gevormd.
Saint-Mathurin-sur-Loire werd de hoofdplaats van de gemeente, die valt onder het arrondissement Angers en het kanton Angers-7. In de gemeente ligt het spoorwegstation Saint-Mathurin-sur-Loire.
De gemeente telde 16.588 inwoners op 1 januari 2022.

## Geografie
De oppervlakte van Loire-Authion bedroeg op 1 januari 2022 113,66 vierkante kilometer; de bevolkingsdichtheid was toen 145,9 inwoners per km². De gemeente ligt op de noordelijke oever van de Loire.
Onderstaande kaart toont de ligging van Loire-Authion met de belangrijkste infrastructuur en aangrenzende gemeenten.

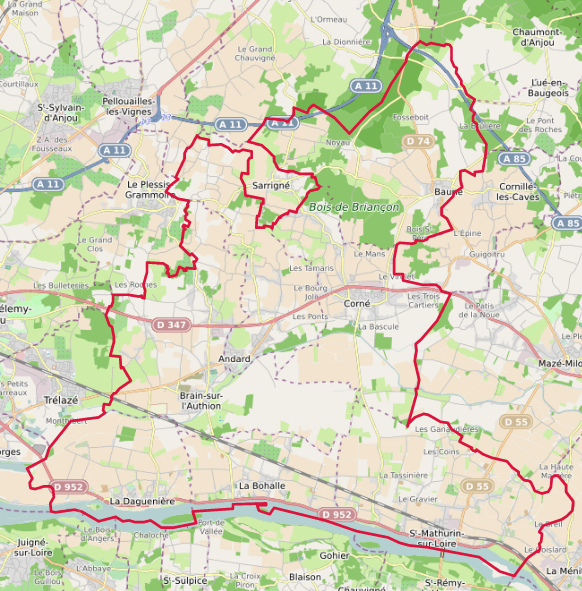